# Hirticallia hirsuta
Hirticallia hirsuta là một loài bọ cánh cứng trong họ Cerambycidae.